# Colobothea caramaschii
Colobothea caramaschii är en skalbaggsart som beskrevs av Monné 2005. Colobothea caramaschii ingår i släktet Colobothea och familjen långhorningar.
Artens utbredningsområde är Venezuela. Inga underarter finns listade i Catalogue of Life.